# Mesochorus notialis
Mesochorus notialis là một loài tò vò trong họ Ichneumonidae.